# Intradiscurso
O Intradiscurso é entendido não como algo fora da linguagem, mas como condições de produção do discurso. É com esse foco que a Análise do Discurso de orientação francesa (AD), estruturada no final dos anos 1960 por Michel Pêcheux (1938-1983), então pesquisador da École Normale Supérieure (ENS Paris) que propõe a teoria da análise de discurso, na França. Para estruturar sua teoria, Pêcheux baseou-se em importantes estudos realizados por Canguilhem e Althusser, onde situa sua reflexão sobre a relação entre a Linguística e a Teoria do Discurso.
É importante e notório entre os analistas do discurso, os estudos em AD formulados por Michel Pêcheux. Tais estudos compreendem um período difícil de situar a relação da Linguística estruturalista, com a História, que apesar de também estruturalista naquele momento, propõe se afastar dos objetos que a sustentam: a língua como determinante da cultura e sociedade (propostas de Pêcheux sugerindo a união da língua), o sujeito inconsciente e a história, tendo os discursos como tema central. Parece um lugar de poucos diálogos com os historiadores, por entender que não existe neutralidade, a língua não é transparente, nunca diz tudo, tem sentidos que são históricos e ideológicos.

## Conceito
O conceito entre discurso não é um termo encontrado de forma muito discutível, ou seja, em artigos, porque para os analistas de discursos Pecheutianos já é algo dado que trata da superfície linguística, o visível, o já dito, o que está na superfície do texto, ou texto propriamente dito que constitui o Intradiscurso. A materialidade da fala, a formulação do texto, o fio do discurso, a linearização do discurso.
No entanto podemos afirmar que os conflitos subjectivos que nascem de diferenças discursivas são sempre o resultado de conflitos sociais colectivos determinados pela hegemonia política ou pelo poder capitalista enraizado na sociedade. A forma como a textualidade se deixa comprometer com esse tipo de hegemonia é localizada no que Pêcheux chama Intradiscurso, o discurso que opera sobre si próprio,que se caracteriza por possuir dois traços distintivos.

### Traços distintivos
O pré-construído: traço identificado em qualquer formação discursiva e semelhante ao funcionamento como preconceito histórico que é de conhecimento geral.
Articulação: que permite a um o sujeito constituir-se como tal em relação aquilo com que se o próprio discurso se constrói no Intradiscurso o sujeito é integrado ao funcionamento do discurso, determinando e sendo determinado tanto pela língua quanto pela história.

## Intradiscurso versus Interdiscurso
A relação entre Intradiscurso e Interdiscurso é a relação entre o sistema da língua e a discursividade. Gregolin entende que Pêcheux se deu conta da impossibilidade de olhar o discurso por uma lógica, entendendo que os significados estão postos, com uma grande ideologia funcionando silenciosamente nos discursos existentes reverberando na contemporaneidade, e não mais como uma máquina lógica como era feito na primeira fase da Análise do Discurso. As fronteiras entre o Intradiscursivo e o Interdiscursivo não são estanques e fixas, pelo contrário, são móveis e colocam o outro em foco, dividindo lugar com o mesmo.
O fato é que há um já-dito que sustenta a possibilidade mesma de todo dizer, é fundamental para se compreender o funcionamento do discurso, a sua reação com os sujeitos e com a ideologia. Para Orlandi (2012), o discurso já é conhecido, então o Intradiscurso surge com o objetivo de opções de formulação, ressignificando estes discursos. 
O sujeito, ao estar inserido em uma formação discursiva, não percebe que não é o autor do que diz, pois os já-ditos formam a nossa memória discursiva, eles podem surgir inconscientemente no discurso: “o sujeito diz, pensa que sabe o que se diz, mas não tem acesso ou controle sobre o modo pelo qual os sentidos se constituem nele.” (ORLANDI, 2012, p. 32).
Para os analistas de discursos é uma relação indissociável não tem como pensar interdiscurso e intradiscurso de forma separada exceto quando estamos conceituando.

## Ver Também
- Análise do Discurso
- Michel Pêcheux
- Condições de Produção do Discurso
- Sujeito
- Interdiscurso